# Smith Nunatak
Smith Nunatak är en nunatak i Antarktis. Den ligger i Östantarktis. Australien gör anspråk på området. Toppen på Smith Nunatak är 1 849 meter över havet.
Terrängen runt Smith Nunatak är huvudsakligen en högslätt. Trakten är obefolkad. Det finns inga samhällen i närheten. 